# 4955 Ґолд
4955 Ґолд (4955 Gold) — астероїд головного поясу, відкритий 17 вересня 1990 року.
Тіссеранів параметр щодо Юпітера — 3,181.